# Pécsi „Hárfa” Dal- és Zeneegylet
A Pécsi „Hárfa” Dal- és Zeneegyesület többféle néven és kisebb-nagyobb megszakításokkal 1926 és 1948 között működő polgári zeneegyesület volt. Az elnevezésben szereplő „hárfa” szó az egyik alapító, Lenhardt János hárfakészítő üzleti tevékenységére utalt.

## Előzmények
Lenhardt mesterhegedű- és mesterhárfa-készítő volt, 1903-ban települt Pécsre. Bár a városban több dalkör és zenekar is működött, részben elhivatottságból, részben üzleti ismertségének növelése érdekében szélesíteni igyekezett a polgárok zenei életben való részvételét. 1917-ben barátjával, Haksh Lajos hírlapíróval, a Pécsi Dalárda karnagyával tervbe vette városi zenekar - „zenei kertésztelep” - felállítását és fiúgyermekek magas szintű zenekari képzését. A város pénzügyi támogatását kérték. Mivel a zenekar működéséről nem maradt fenn adat, tervük valószínűleg nem valósult meg.
Lenhardt 1924-ben indította be a hárfagyártást. Ebben az időben már neves hangszerész volt kiterjedt hazai és nemzetközi kapcsolatrendszerrel, és továbbra is fontos érdeke volt a  helyi zenei élet fejlesztése. 1926-ban ismét kezdeményezte egy olyan dalegyesület létrehozását, amelyhez azok a polgárok (elsősorban kisiparosok és kiskereskedők) is csatlakozhatnak, akik a már meglévő szervezetekből (pl. a munkásdalárdákból, tiszti zenekarokból) társadalmi, szakmai vagy tehetségbeli okból kiszorultak.

## Története
Az egyesület 1926. szeptember 5-én tartotta alakuló gyűlését az Ágoston téri fiúiskolában. A gyűlésre meghívták a már működő városi szervezetek (Dunántúli Dalszövetség, Pécsi Polgári Daloskör, Pécsi Dalárda, Pécsi Postatisztviselők Dalárdája) képviselőit is.  Az egyesületet 91 fő alapította meg, akik Lenhardt Jánost elnöknek, dr. Bors Dezső törvényszéki jegyzőt alelnöknek, Hugi Ádám egyetemi hallgatót titkárnak, Haksch Lajost – aki ekkor már állami anyakönyvvezető volt - főkarmesternek, Pozsgay Dezső tanítót karmesternek, Koller József könyvkötőt igazgatónak, Schiffrich Jenő tisztviselőt jegyzőnek, Dittler Othmár üzletvezetőt pedig pénztárosnak választották.
Az egyesület a „Hárfa”-daloskör elnevezést kapta, nyilván Lenhardt vállalkozásának a támogatása miatt is. Az elfogadott alapszabály kizárta, hogy a tagok más dalegyesületnek is a tagjai legyenek. Kimondta, hogy az egyesület célja férfi és vegyeskar működtetése az iparos, kereskedő és értelmiségi fiatalok körében, tevékenysége pedig a hangversenyeken, egyéb előadásokon, népünnepélyeken való részvétel. 1928-ban ezt a zeneoktatás és karirodalom fejlesztésével bővítették. Ugyanebben az évben azonban Lenhardt már súlyos egészségügyi és üzleti gondokkal küzdött, és az egyesület felfüggesztette a működését. Az alapító tagok és tisztségviselők elhagyták a dalkört. Lenhardt hosszú betegség után 1931-ben elhunyt.
Az egyesület újjáalakítására 1932. április 14-én került sor. Az új tagság társadalmi összetétele jelentősen különbözött a korábbitól. A tagok egy része hivatásos filharmóniai zenész volt, többsége pedig Pécs Budai városrészében élt, ami jellemzően a kisiparosok és munkások lakóhelye volt. Névválasztásuk ezeket a változásokat fejezte volna ki (Pécs-Budai „Hárfa” Dal- és Zeneegylet), de ezt a belügyminiszter zavaró jellege miatt nem engedélyezte. Az újjáalakult egyesület engedélyezett neve Pécsi „Hárfa” Dal- és Zeneegyesület lett. Az egyesület zászlószentelését 1936-ban tartották.
A második világháború alatt a taglétszám csökkent, az egyesület helyiségét 1944 októberében katonai célra lefoglalták. Ezt követően nem működött, hivatalos feloszlatása 1948 márciusában, egy belügyminiszteri rendelettel történt.

## Külső hivatkozások
- Pásztor Andrea cikke az interneten HarpPost blog